# Syngelechia psimythota
Syngelechia psimythota är en fjärilsart som beskrevs av Edward Meyrick 1913. Syngelechia psimythota ingår i släktet Syngelechia och familjen stävmalar. Inga underarter finns listade i Catalogue of Life.